# Simon d'Armentières
Simon d'Armentières (Francia, XIII secolo – Roma, 7 maggio 1297) è stato un cardinale francese.

## Biografia
Nacque in Francia nel XIII secolo.
Fu nominato cardinale da papa Celestino V nel concistoro del 18 settembre 1294.
Partecipò al conclave, svoltosi tra il 23 e il 24 dicembre 1294, che elesse papa Bonifacio VIII.
Morì il 7 maggio 1297 a Roma.